# Homolophus
Genre
Synonymes
- Euphalangium Roewer, 1911

Homolophus est un genre d'opilions eupnois de la famille des Phalangiidae.

## Distribution
Les espèces de genre se rencontrent en écozone paléarctique.

## Liste des espèces
Selon World Catalogue of Opiliones (29/04/2021) :
- Homolophus albofasciatus (Kulczyński, 1901)
- Homolophus andreevae Staręga & Snegovaya, 2008
- Homolophus arcticus Banks, 1893
- Homolophus bastawadei Staręga, 2013
- Homolophus betpakdalensis (Gritsenko, 1976)
- Homolophus chemerisi Staręga & Snegovaya, 2008
- Homolophus chevrizovi Staręga & Snegovaya, 2008
- Homolophus consputus (Simon, 1895)
- Homolophus gobiensis Logunov, Chemeris & Tsurusaki, 2000
- Homolophus gricenkoi Staręga & Snegovaya, 2008
- Homolophus hunan Zhu, Song & Kim, 1999
- Homolophus luteus (Suzuki, 1966)
- Homolophus martensi (Staręga, 1986)
- Homolophus nakhichevanicus Snegovaya, 2012
- Homolophus nepalicus (Roewer, 1912)
- Homolophus nigridorsus (Caporiacco, 1934)
- Homolophus nordenskioeldi (Koch, 1879)
- Homolophus pallidus (Kulczyński, 1901)
- Homolophus panpema (Suzuki, 1966)
- Homolophus potanini (Simon, 1895)
- Homolophus rishiri Tsurusaki, 1987
- Homolophus serrulatus (Karsch, 1881)
- Homolophus silhavyi Staręga & Snegovaya, 2008
- Homolophus snegovayae Kurt, 2015
- Homolophus thienshanensis (Šilhavý, 1967)
- Homolophus tibetanus (Roewer, 1911)
- Homolophus turcicus (Roewer, 1959)
- Homolophus vladimirae (Šilhavý, 1967)

## Publication originale
- Banks, 1893 : « The Phalanginae of the United States. » The Canadian Entomologist, vol. 25, p. 205–211 (texte intégral).